# Kreis Mat
Der Kreis Mat (albanisch: Rrethi i Matit) war einer der 36 Verwaltungskreise Albaniens, die im Sommer 2015 nach einer Verwaltungsreform aufgehoben worden sind. Der Kreis mit einer Fläche von 1028 Quadratkilometern war Teil des Qark Dibra und hatte 44.218 Einwohner (2011). Hauptort war Burrel.
Als geographische und traditionelle kulturelle Landschaft Mat besteht die Region im Tal des Oberlaufs des Flusses Mat aber fort.

## Geographie

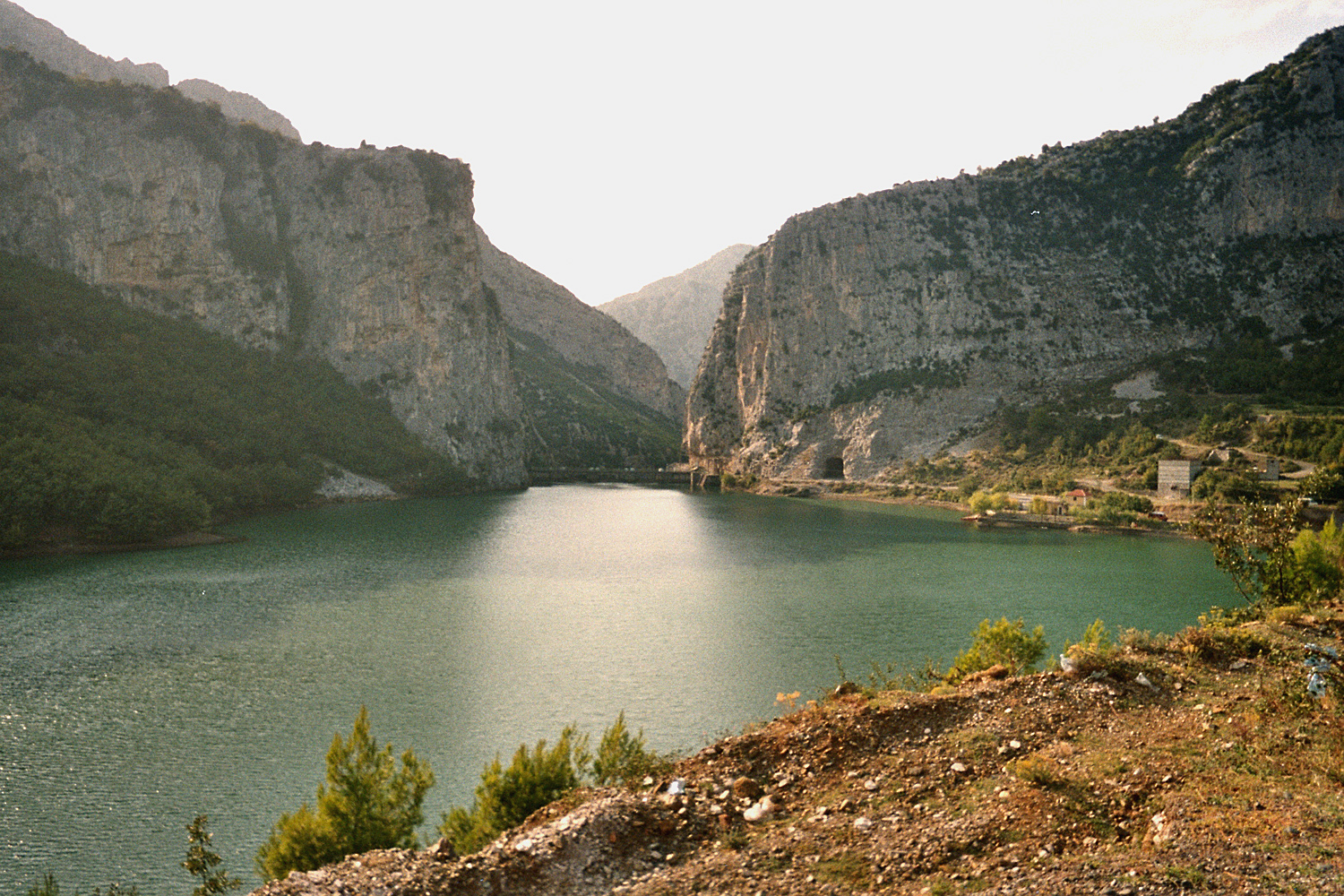
Schlucht des Mat am Ende des Tals

Mat ist ein abgeschlossenes, weites Tal am Oberlauf des gleichnamigen Flusses in Mittelalbanien. Der Mat fließt von Südwest nach Nordost durch die Region. Vom eingeschnittenen Talboden, der gegen Norden unter 100 Meter ü. M. liegt, ziehen sich die Hänge insbesondere im Westen rasch in die Höhe. Zahlreiche Bäche zerfurchen die Landschaft. Wegen der Berge, die das Tal auf allen Seiten umgeben, wird es oft auch als Hochland oder Hochtal bezeichnet. Im Norden erreicht das Tal beinahe eine Breite von 40 Kilometer. Gegen Süden verengt es sich immer mehr.
Im Westen trennt das Skanderbeggebirge (höchste Erhebung: Mali i Liqenit mit 1724 Meter ü. M. im Naturpark Qafë Shtama) das Tal von der albanischen Küstenebene. Nur durch eine schmale Schlucht bahnt sich der Mat einen Durchlass durchs Gebirge zum Meer. An dieser Stelle ist der Fluss auch gestaut. Der Ulza-Stausee (Liqeni i Ulzës) war der erste (größere) Stausee Albaniens. Der Gebirgszug im Westen setzt sich bis ans Südende der Mat fort, wo er eine Höhe von 1848 Meter ü. M. (Mali Shën Noi i Madh) erreicht. Gegen Osten erreichen die Berge im Bereich des Nationalparks Lura-Mali i Dejës Höhen von über 2000 Meter (Mali i Dejës, 2246 Meter ü. M.). Das über 192 Quadratkilometer große Schutzgebiet umfasst auch den ehemaligen Nationalpark Zall Gjoçaj, ein bewaldetes Gebiet mit zahlreichen Quellen und Schluchten östlich der Mali i Dejës. Offener als an den anderen Grenzen ist die Landschaft nur gegen Norden zur Mirdita, wo sie von Hügelland abgeschlossen wird.
Nicht mehr zum Kreis Mat gehörte am Schluss die ehemalige Gemeinde Martanesh mit der Bergwerkstadt Krasta am südlichen Ende des Mat-Tals, wo der Fluss seine Quelle hat. Martanesh ist berühmt für seine rote Ziegenart.

## Geschichte

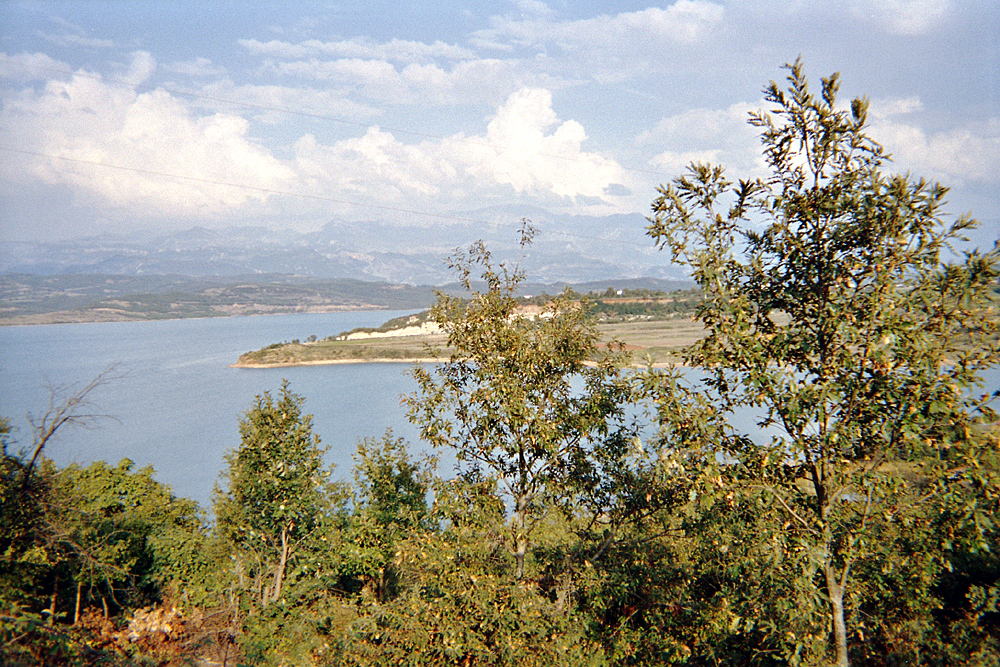
Der Ulza-Stausee im nördlichen Mat-Tal

Das Tal ist schon seit der Frühzeit besiedelt. Von den Illyrern zeugen diverse Hügelgräber sowie Bronzearbeiten, unter anderem ein gut erhaltener Helm. Seit jeher wird das Tal auch als Durchgang von der Küste in die zentralen Gebiete des Balkans verwendet.
Noch im 19. Jahrhundert gab es im Mat-Tal keine Stadt. Die Menschen lebten zerstreut in kleinen Dörfern oder einzelnen Höfen. Berühmt sind die vielen Wehrhäuser (kulla), die noch heute zu sehen sind. Aus einem der Marktplätze entwickelte sich der Hauptort Burrel. Die Bewohner der Mat gehörten zu einem großen Clan, die von der Familie Zogolli angeführt wurde, die in Burgajet ihre Burg hatten. Nach dem Tod seines Vaters wurde 1911 der junge Ahmet Bey Zogolli neuer Anführer des Clans. Unter anderem dank der Unterstützung seiner Gefolgsleute gelang es ihm nach dem Ersten Weltkrieg, im gerade unabhängig gewordenen Albanien eine führende Stellung zu erlangen. Von 1925 bis 1928 war er Präsident Albaniens und danach war der berühmteste Sohn von Mat von 1928 bis 1939 unter dem Namen Zogu I. König der Albaner.
Während der kommunistischen Herrschaft erfuhr das Tal eine rasche Wandlung. Größere Ortschaften entstanden, als mit dem Abbau von Bodenerze begonnen wurde. Der Bau des Ulza-Stausees in den 1950er Jahren veränderte auch die Landschaft.
Im Jahr 2008 publizierte Carla Del Ponte, zuvor Chefanklägerin des Internationalen Strafgerichtshofes für die Kriegsverbrechen im ehemaligen Jugoslawien, Mutmassungen, dass die UÇK in einem Haus im Dorf Rribe wenig südlich von Burrel während des Kosovokriegs serbischen Gefangenen Organe entnommen haben soll.

## Wirtschaft
Die Mehrheit der Bevölkerung lebt von der Landwirtschaft. Im Süden wird noch an mehreren Orten Bergbau betrieben, wobei insbesondere Chrom und Eisen abgebaut wird. Der Ulza-Stausee und der Shkopet-Stausee am Mat sind wichtige Energielieferanten für Albanien. Mit ausländischer Hilfe wurden die Turbinen erneuert, damit eine erhöhte elektrische Leistung erzielt werden kann. In den Bergen wird zudem – oft illegal – viel Holz gefällt, was besonders im Lura-Nationalpark zu starker Abholzung führt.

### Verkehr
In den 1980er Jahren wurde an einer Eisenbahnstrecke bis Klos gearbeitet, die die Bergwerke hätte besser erschließen sollen. Die Strecke wurde aber nie fertiggestellt.
Die wichtige Straße SH 6 in den Osten des Landes führt von Milot kommend durch das Tal in die Dibra. Im Südosten überquert sie den 844 Meter hohen Büffelpass (Qafa e Buallit). Eine neue Straße im Süden des Tals, die Rruga e Arbërit, ist im Bau. Sie soll dereinst im Südwesten eine direkte Verbindung nach Tirana bieten.

## Ehemalige Gemeinden
Bei einer Territorialreform im Jahr 2015 wurden die zwölf Gemeinden des Kreises in zwei Großgemeinden (bashkia) zusammengeführt und die Kreis-Ebene vollständig abgeschafft. Der Norden des Kreises bildet jetzt die Gemeinde Mat, der Süden gehört zur Gemeinde Klos.
| Name     | Einwohner (2011) | Gemeindeart | Neue Gemeinde |
| -------- | ---------------- | ----------- | ------------- |
| Burrel   | 10.862           | Bashkia     | Mat           |
| Klos     | 7.873            | Bashkia     | Klos          |
| Baz      | 2.228            | Komuna      | Mat           |
| Derjan   | 1.102            | Komuna      | Mat           |
| Gurra    | 3.369            | Komuna      | Klos          |
| Komës    | 4.283            | Komuna      | Mat           |
| Lis      | 3.824            | Komuna      | Mat           |
| Macukull | 1.565            | Komuna      | Mat           |
| Rukaj    | 2.507            | Komuna      | Mat           |
| Suç      | 2.716            | Komuna      | Klos          |
| Ulza     | 1.229            | Komuna      | Mat           |
| Xibra    | 2.660            | Komuna      | Klos          |